# Cláusula arbitral
A cláusula arbitral ou cláusula compromissória é um mecanismo utilizado para submeter um contrato à arbitragem. A cláusula é independente do contrato e permanece atuante mesmo em caso de invalidade  isso que nos permitir ou nulidade do negócio principal.
A cláusula arbitral é fruto da autonomia das vontades, sendo de natureza estritamente negocial (fonte negocial).

## Direito brasileiro
No direito brasileiro, a cláusula compromissória é uma espécie de convenção de arbitragem. Sua definição é dada pelo artigo 4º da lei 9.307 de 23/09/1996 (lei de arbitragem ou lei Marco Maciel): "A cláusula compromissória é a convenção através da qual as partes em um contrato comprometem-se a submeter à arbitragem os litígios que possam vir a surgir, relativamente a tal contrato".
Diferentemente do compromisso arbitral, a cláusula compromissória não depende de provocação da parte para ser reconhecida, podendo o juízo reconhecê-la de ofício, impedindo sua apreciação do caso no mérito.

## Cláusula Compromissória Vazia
"Cláusula Compromissória Vazia é aquela que somente determina que as disputas surgidas em razão do contrato serão resolvidas por arbitragem, mas não faz referência expressa às regras que conduzirão tal arbitragem.
Se as partes não concordarem quanto às regras da arbitragem, é facultado às partes que solicite ao Poder Judiciário que determine sobre a constituição do compromisso arbitral."

## Cláusula Compromissória Cheia
"A Cláusula Compromissória Cheia é aquela que de forma expressa faz referência as regras que conduzirão eventual procedimento arbitral surgido do contrato. Essa cláusula pode indicar uma câmara arbitral e seu regulamento ou regras particulares para guiar a resolução de eventual conflito.
A ausência da parte regularmente convocada ou sua discordância em firmar o compromisso arbitral não evita o início do procedimento arbitral e a solução da controvérsia através da arbitragem."